# Boulevard Ernest-Dalby
Le boulevard Ernest-Dalby est une voie de Nantes, en France.

## Situation et accès
Située de le quartier Malakoff - Saint-Donatien, le boulevard, long d'1,1 km, part du prolongement de la route de Sainte-Luce, au niveau des boulevards de Doulon et des Poilus au nord, pour déboucher au sud dans le prolongement du boulevard de Stalingrad au niveau de la rue Francisco-Ferrer.

## Origine du nom
Le nom de cette voie rend hommage à Ernest Dalby (1889-1935), conseiller municipal socialiste de Nantes (élu de Doulon) entre 1929 et 1931, durant la municipalité Cassegrain. Le nom est donné à cette rue en le 30 novembre 1936.

## Historique
L'ancien tronçon du «  chemin de grande communication no 68 » (nom porté alors par la route de Sainte-Luce), devenu boulevard urbain en 1941, verra l'arrivée des tramways à air comprimé inventés par Louis Mékarski, lors de l'inauguration de la première ligne de l'ancien réseau nantais reliant Doulon à Chantenay, le 12 février 1879. Le dépôt de « Doulon-Est » alimentant 22 automotrices et 2 locomoteurs, fut alors construit à l'angle de l'actuelle rue Louis-Mékarski (occupé aujourd'hui par une station essence « Total » ). En 1897, l'extension du réseau de tramway et l'augmentation de la puissance des véhicules obligent la compagnie des tramways de Nantes à acquérir le terrain situé en face du dépôt (actuel magasin Super U) pour y construire de nouvelles remises. Pendant la Première Guerre mondiale, ce dépôt sert d'atelier de coupe de vêtements militaires, d'atelier d'armement (tournage d'obus) et de logement pour 800 à 1 000 fantassins.
Après l'annexion de la commune de Doulon à Nantes en 1908, des travaux hydrauliques furent entrepris. Ils visaient à canaliser le « ruisseau du Gué Robert » qui marquait la limite entre les communes et s'écoulait de la route de Sainte-Luce en suivant approximativement les abords du boulevard pour rejoindre le pont de la Moutonnerie via l'actuel parc de la Moutonnerie, puis se jetait dans l'« étier de Mauves ». En effet, les crues de la Loire qui affectaient régulièrement le ruisseau constituaient un inconvénient majeur pour l'activité du boulevard et des rues avoisinantes situés en zone inondable, comme ce fut le cas en 1904 : commerces fermés, circulation du tramway interrompue, etc. Ces aménagements mirent définitivement fin à ce problème.
L'artère a été dénommée « boulevard de Doulon » (à ne pas confondre avec l'actuel boulevard homonyme) jusqu'en 1902, puis fut rebaptisée « boulevard de la Liberté », puis « boulevard National » en 1908. En 1930, le « boulevard National prolongé » est intégré à cette artère qui a pris sa dénomination actuelle par délibération du conseil municipal du 30 novembre 1936,.

## Bâtiments remarquables et lieux de mémoire
À l'angle nord du boulevard et de la rue Francis-de-Pressensé se trouve la « pharmacie Dalby », à l'origine propriété de M. Jagu, construite en 1911 par un architecte nommé Viale. La façade est inspirée par l'Art nouveau, notamment sa décoration en carreaux de céramique, sur le thème végétal (en particulier les plantes médicinales). Le décor intérieur d'origine a disparu.

## Voies secondaires

### Rue Honoré-Broutelle
Cette rue d'une longueur d'environ 180 mètres reliant le boulevard Ernest-Dalby à la place du 11e-Train-des-Équipages. Elle doit son nom actuel à une délibération du conseil municipal du 26 juin 1961 rendant hommage à Honoré Broutelle, peintre (élève de Jules-Élie Delaunay), mais aussi poète, graveur et médecin, né à Nantes en 1866, il fut secrétaire de la société savante « Le Gai Savoir » et mourut à Bois-Colombes en 1929,. La voie rencontre la rue Henri-Brunelliere.

### Impasse Dalby
Cette ruelle d'une cinquantaine de mètres de longueur relie le boulevard Dalby au parc de la Moutonnerie.

### Coordonnées des lieux mentionnés
1. ↑  Rue Honoré-Broutelle : 47° 13′ 33″ N, 1° 31′ 47″ O
2. ↑  Impasse Dalby : 47° 13′ 13″ N, 1° 31′ 56″ O